# Hana Arapović
Hana Arapović (Zagreb, 26. kolovoza 2004.), hrvatska je stolnotenisačica. Europska je mlađeseniorska prvakinja (Sarajevo, 2023.)
Osvojila je  prvo mjesto na svjetskom kadetskom ekipnom prvenstvu ITTF-a World Cadet Challenge 2019. godine u Poljskoj, na kojem je predvodila reprezentaciju Europe do zlatnoga odličja. Ostali uspjesi uključuju treće mjesto na Europskom kadetskom prvenstvu u paru s Čehinjom Lindom Zaderovom i višestruko osvajanje prvenstava Hrvatske u raznim starosnim kategorijama. Trenutno igra za jedan od najjačih ženskih klubova Europe u Linzu u Austiji. Poznata je po svojem sigurnom i snažnom backhand udarcu blizu stola.
Redovita je natjecateljica na ITTF–ovim World Tour turnirima. Nastupa u prvoj austrijskoj ženskoj stolnoteniskoj ligi. 

### Osobni život
Dolazi iz športske obitelji. Stolni tenis počela je igrati u šestoj godini pod nadzorom oca Darka Arapovića, trenutnoga izbornika hrvatske ženske stolnoteniske reprezentacije. Nedugo prije šesnaestoga rođendana preboljela je benigni tumor u abdomenu koji je uspješno operiran. Od rujna 2020. živi u Linzu, gdje igra za istoimeni klub.